# Adam Zkt. Eva
Adam Zkt. Eva (Adam zoekt Eva, holländska för Adam söker Eva) är en nederländsk dejtingsåpa producerad av Reinout Oerlemans som hade premiär i mars 2014 på RTL 5. Såpan matchar två nakna tävlande på en öde strand, men en andra kandidat introduceras efter halva tiden för att konkurrera med huvudpersonen. Till skillnad från den amerikanska Dating Naked som hade premiär i juni samma år, ”suddas” inte nakenheten.
Programledare är den tidigare modellen Nicolette Kluijver. Serien filmades först i Stilla havet, på Mogo Mogo Island i Pearl Islands, Panama. Programmet fick 2017 uppmärksamhet genom att Inge de Bruijn, känd simmare, deltog. Från flera håll har programmet mottagits positivt. och formatet har sålts till producenter i flera länder.
Detta dejtingprogram har resulterat i minst ett äktenskap. Peer Kusmagk och Janni Hönscheid, vilka var med i den tyska versionens tredje säsong. Detta resulterade även i spin-off tv-serien: Janni & Peer… und ein Baby! Idag har de flera barn.
- Den tyska versionen Adam sucht Eva startade 2014 på RTL Television. De sex första programmen filmades på Tikehau med Nela Lee som programledare. Från och med säsong tre är även kändisar med.

- Den spanska versionen Adán y Eva, startade 2014 på Cuatro. Det filmades i Kroatien med Mónica Martínez som programledare.[8] Andra säsongen förnyades och spelades in på Filippinerna.[9]

- Den danska versionen Adam og Eva startade 2015 på TV 3 (Danmark) och filmades i Grekland.

- Den franska version Adam recherche Ève startade 2015 på D8 med Caroline Ithurbide som programledare.

- Den finska versionen Aatami etsii Eevaa startade 2015 på Nelonen och filmades i Grekland.

- Den norska versionen Adam Søker Eva startade 2015 på TVNorge och filmades på den Filippinska ön Palwan.

- Den italienska versionen "L'isola di Adamo ed Eva" startade 2015 på NOVE med Vladimir Luxuria som programledare.

- Den ungerska versionen Ádám keresi Évát startade 2016 på Viasat 3.

Dubbade versioner av det holländska originalet har sänts i Polen från 2015, Australien från 2015 och Portugal från 2016.